# Negativní selekce
Negativní selekce je proces probíhající v brzlíku vedoucí k odstranění nechtěných – autoreaktivních – klonů T-lymfocytů, které mají schopnost rozeznávat tělu vlastní struktury a následně je likvidovat. Je to hlavní mechanismus centrální tolerance. Negativní selekce T-lymfocytů tak zabraňuje vzniku autoimunitních onemocnění.
Během vývoje T-lymfocytů v brzlíku dochází k vytvoření velkého množství různých specifit T-buněčného receptoru pomocí náhodného mechanismu V(D)J rekombinace. Tento proces vytváření diverzity receptoru zachovává jeho funkci a strukturu, nicméně vede k tvorbě rozdílných reakčních míst, schopných rozeznávat odlišné antigeny. To na jedné straně vede k produkci velkého množství odlišných klonů T-lymfocytů, schopných rozeznávat široké spektrum patogenů, na druhé straně dochází i k tvorbě klonů schopných zaútočit na tělu vlastní struktury a tím vyřadit z funkce orgány nebo jejich součásti. Během vývoje v brzlíku procházejí T-lymfocyty „medulární oblastí“ (dření) tohoto orgánu, kde se setkávají s medulárními thymovými epiteliálními buňkami brzlíku (mTEC) zodpovědnými za eliminaci nežádoucích klonů T-lymfocytů.

## Medulární thymové epiteliální buňky
Medulární thymové epiteliální buňky (mTEC) jsou nehematopoetické buňky brzlíku epitelového původu a produkují ohromující množství proteinů, které se běžně vyskytují pouze v lokalizovaných tkáních a jejichž produkce je často velmi specificky regulována (dokonce např. insulin, produkovaný jinak β-buňkami slinivky). Buňky mTEC prezentují na svém povrchu tyto tělu vlastní antigeny na MHC proteinech I. i II. třídy (přítomnost MHC proteinu II. třídy je pro epiteliální buňky výjimečná). Jakmile dojde ke kontaktu buňky mTEC s T-lymfocytem schopným rozeznat svým receptorem „tělu vlastní antigen“, dojde k odstranění daného autoreaktivního T-lymfocytu (negativní selekce) a tedy k zabránění jeho úniku a vzniku škodlivé autoimunitní reakce v organismu. V určitých případech dochází místo eliminace autoreaktivního T-lymfocytu k jeho přeprogramování v T-regulační lymfocyt. Eliminace autoreaktivních T-lymfocytů neprobíhá se stoprocentní přesností, a proto se do regulace imunitního systému zapojují i jiné mechanismy, než je centrální tolerance, například periferní tolerance. 

## Regulace produkce tělu vlastních antigenů
Produkce tělu vlastních antigenů v buňkách mTEC je založena na přítomnosti transkripčního regulátoru AIRE. Mutace v genu AIRE vede k zablokování produkce tkáňově specifických antigenů v brzlíku a k úniku autoreaktivních T-lymfocytů do těla. Tímto způsobem se projevuje relativně vzácné autoimunitní onemocnění APECED, u kterého je možné pozorovat výskyt velkého množství autoreaktivních T-lymfocytů. Přítomnost těchto pro organismus nebezpečných buněk vede k útoku na jednotlivé tělní orgány a manifestaci onemocnění ve formě několika autoimunitních onemocnění, běžně se vyskytujících odděleně (např. diabetes, hypotyroidismus, oportunní infekce kvasinkou Candida albicans - způsobené přítomností autoprotilátek proti IL-17).